# ويليام إي. آدامز
ويليام إي. آدامز (بالإنجليزية: William E. Adams)‏ هو سياسي أمريكي، ولد في 25 ديسمبر 1922، وتوفي في أبريل 1983. حزبياً، نشط في الحزب الجمهوري. وقد انتخب عضو جمعية ولاية نيويورك وانتخب عضو مجلس ولاية نيويورك.